# Distrito de Antalaha
Antalaha es un distrito y una localidad de la región de Sava, en la isla de Madagascar, con una población estimada en julio de 2014 de 237 755 habitantes. Su capital es la ciudad de Antalaha.
Se encuentra situado en la parte norte de la costa oriental de la isla, cerca del parque Nacional de Marojejy.